# دانشگاه بین المللی المدینه

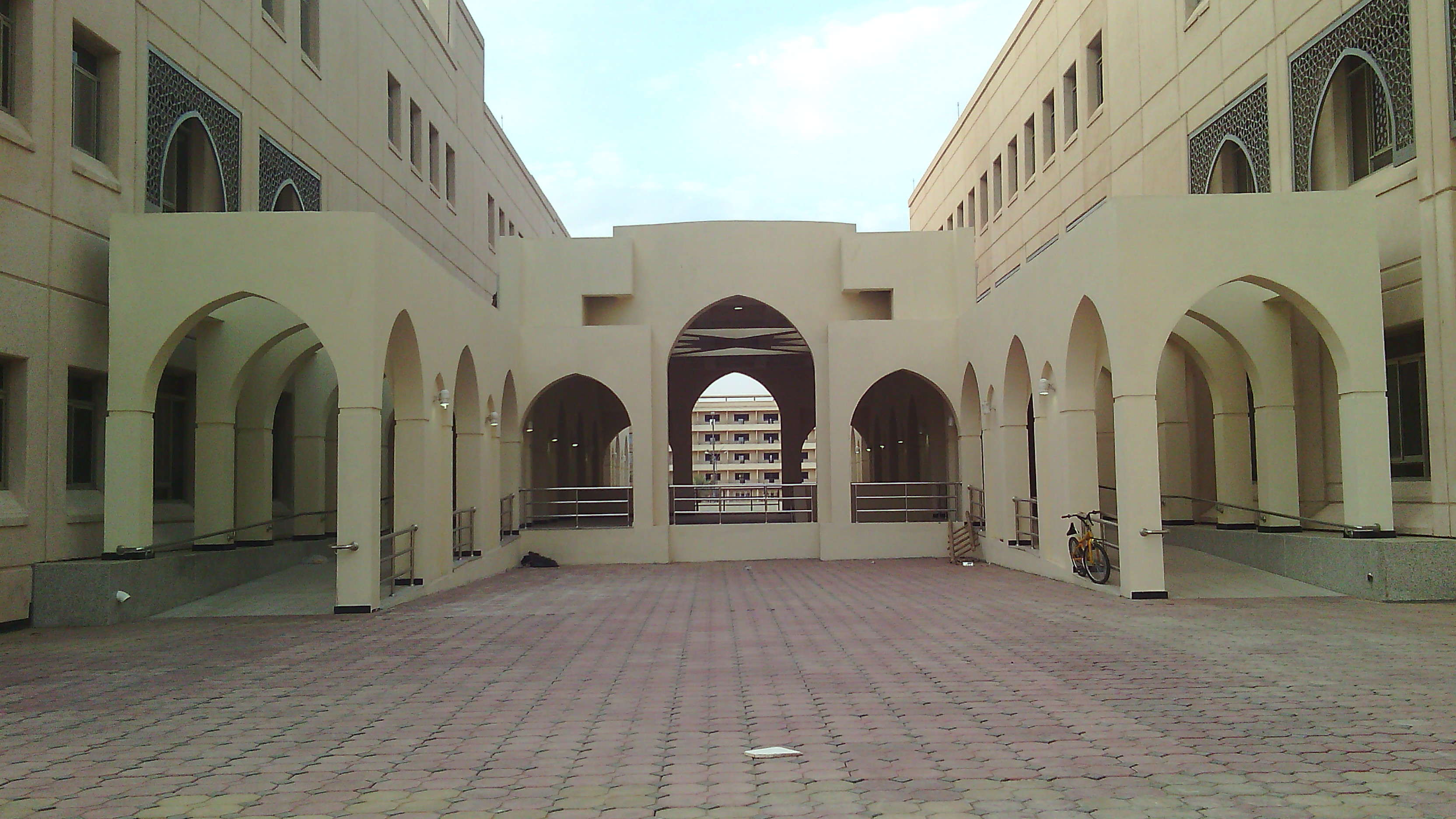

دانشگاه بین المللی المدینه (MEDIU ; مالایی: Universiti Antarabangsa Al-Madinah) یک مؤسسه آموزشی مستقل در مالزی است. این سازمان در سال ۲۰۰۶ بر اساس اصول و ارزش‌های اسلامی تأسیس شد. دانشگاه المدینه دارای مجوز از وزارت آموزش عالی (MOHE) دولت مالزی است. برنامه‌های آن توسط آژانس صلاحیت مالزی (MQA) تأیید شده‌است. هدف این دانشگاه توسعه دانش و تبادل فکری مطابق با سطح بین المللی است.